# Templo de Vancouver
El Templo de Vancouver, Canadá, es uno de los templos construidos y operados por la Iglesia de Jesucristo de los Santos de los Últimos Días, el número 131 construido por la iglesia y uno de siete templos SUD construidos en Canadá, ubicado al norte de la ciudad de Langley, un suburbio de 23 mil habitantes a 50 km del centro de Vancouver. Antes de la construcción del templo en Vancouver, los fieles de la región se desplazaban  200 kilómetros hasta el templo de Seattle para participar en sus rituales religiosos.

## Construcción
Los planes para la construcción del templo en Vancouver fueron anunciados el 25 de mayo de 2006. La ceremonia de la palada inicial tuvo lugar el 4 de agosto de 2007, siendo presidida por autoridades generales del área ante una congregación de unos 500 fieles e invitados incluyendo el alcalde del condado de Stanley, bajo una intensa lluvias 
El edificio fue construido con granito Branco Siena proveniente de Brasil, con un diseño moderno de un solo pináculo y consta de dos salones para las ordenanzas SUD y dos salones para sellamientos matrimoniales. Se asienta sobre un terreno de 4,8 hectáreas ubicado al norte de la zona metropolitana de Vancouver y tiene un total de 1.770 metros cuadrados de construcción. La construcción costó aproximadamente $30 millones con especificaciones arquitectónicas excepcionales, en algunos casos pioneras.
El templo es utilizado por más de 22.000 miembros repartidos en estacas afiliadas a la iglesia en el suroeste de Canadá. Al templo, dada su cercanía a las comunidades, asisten también miembros provenientes del Condado de Whatcom, del estado estadounidense de Washington.

## Dedicación
El templo SUD de Vancouver fue dedicado para sus actividades eclesiásticas en cuatro sesiones, el 2 de mayo de 2010, por Thomas S. Monson, el entonces presidente de la iglesia SUD. Monson, quien sirvió como presidente de la misión que cubría al país en 1960, visitó Vancouver con su predecesor Gordon B. Hinckley en diciembre de 2005 para seleccionar el terreno donde se construyó el templo.
Con anterioridad a la dedicación, la iglesia permitió un recorrido público del interior y las instalaciones del templo entre el 9 y el 24 de abril del mismo año, al que asistieron unos 40 mil visitantes. Más de 5.000 miembros de la iglesia e invitados asistieron a la ceremonia de dedicación, que incluye una oración dedicatoria.
Desde su dedicación en mayo de 2010, el templo de Vancouver permanece abierto solo para miembros bautizados de la iglesia SUD y quienes han demostrado a sus líderes que son fieles en su fe: las capillas de la iglesia, en cambio, están abiertas los domingos para cualquier visitante sea cual sea su fe y su nivel de compromiso con la religión.